# 桜木凛
桜木 凛（さくらぎ りん、1989年3月3日 - ）は、日本の元AV女優、タレント。プライムエージェンシー所属。

## 略歴
2007年10月、 KUKI専属でAVデビュー。
2008年、タレント活動開始。
2009年4月6日 、『おねだり!!マスカット』にレギュラー出演。恵比寿マスカッツ2期生として知名度を上げる。
同年放送のテレビドラマ『嬢王 Virgin』に「春名美羽」役でレギュラー出演。同年には『おねだり!!マスカット』に恵比寿マスカッツ2期生としてレギュラー出演した。続く『おねだりマスカットDX！』では、「プルカワ5」にて瑠川リナとコンビを組み、漫才・歌を披露した。
2011年7月、体調不良により休業。同年11月、活動復帰。
2012年2月19日、ブログにおいて体調不良のため再び休養を報告。同年8月30日、ブログとTwitter上で復帰を宣言。
2013年4月「美」専属でAV再復帰。2013年4月7日、解散コンサート『恵比寿マスカッツ卒業式『女の花道』〜伝説の解散コンサート〜』(会場:舞浜アンフィシアター)に出演し、恵比寿マスカッツを卒業した。
同年10月30日、『体温』で映画初主演。
2014年4月15日、さくらゆらとのコンビ「P＊cherry」を情報公開。同年5月1日、P＊cherry デビューシングル「さくらCircle」を公開。同月15日にP＊cherry 1stライブ！！！（会場：秋葉原ソフマップ）を行う。同年9月22日 - P＊cherryとして、SEXY IDOL MUSIC FESTA 2014に出演。
2015年3月、バラエティ番組で名義を「沼田早苗」に改名することを一時的に発表したが、“桜木凛”の名での活動継続をTwitter上で発表した。
2017年4月22日、AV女優を引退。
2019年7月20日、希崎ジェシカの女優引退を受けて期間限定でタレント復帰。引退時のプライムエージェンシーがマネジメントを行う。同日のYoutubeLive配信『希崎ジェシカ重大発表！引退カウントダウンで何かするってよ!』において結婚と息子がいる近況報告を行った。

## 人物
- 兵庫県出身。趣味・特技はショッピング、デジカメとされている[16]。 芸名は3月生まれという事で春に咲く物をつけており、「おねだり!!マスカット」のキャッチコピーにも「花」を連想する単語が取り入れられている。

- アダルトビデオ30周年記念企画（AV30）として2012年1月5日から2月29日まで行われた人気投票で56位に選ばれている[17]。
- 恵比寿マスカッツのメンバーであった希崎ジェシカ、かすみ果穂[18]、 初音みのり[19]、 希志あいの[20]はバラエティ番組で多数共演しており、中でも希崎ジェシカとは「凛とジェシカのファイト一発」で一緒に冠番組を行っている。また、アダルトビデオやピンク映画で、かすみ果穂[18]、希崎ジェシカと共演している。

- 2013年公開の映画『体温』（監督:緒方貴臣、出演:石崎チャベ太郎他）は公開日より約2年前に撮影を終えていたものの諸般の事情で公開が遅れていた作品。この間1年ほど桜木自身も活動を休止していたため、初日舞台あいさつで活動完全復帰を発表している[21]。
- 歌手活動も積極的に行い、恵比寿マスカッツ3曲目の「チヨコレイト」からソロパートを担当している。恵比寿マスカッツ卒業後は、2014年に、同事務所のさくらゆらと「P＊cherry」を結成、新曲を公開し、2014年9月には、「SEXY IDOL MUSIC FESTA 2014」に出演した[22]。その後、ソロデビューしている。蒼井そらを中心に元恵比寿マスカッツ等が集まり10月5日に開催された「蒼そらフェス　〜屋内だけど〜」[23]にはソロで出演している。

## 作品

### アダルトビデオ
2007年（全てKUKIから）
- 初花-hatsuhana-（10月26日）
- 恋リップ みだらな唇（11月23日）
- 部活H!（12月25日）

2008年（全てKUKIから）
- ボディフェティッシュ（1月25日）
- 盗撮オフィス 〜死角に潜む罠〜 （2月22日）
- 恋人映像 （3月28日）
- Mルームサービス（4月25日）
- 妹萌え（5月23日）
- 姫とメイド（6月27日）
- 逆フーゾク イカせフルコース（7月25日）
- 裸BEACH PARTY（8月8日）
- DOUBLE.（8月22日）BD、共演:小西那奈
- 私立3P学園（9月26日）
- デビュー1周年記念!桜木凛が選ぶエロぃカウントダウンBEST12（10月10日）個人ベスト
- 仮面（裏）パーティ（10月24日）
- 奥までびしょ濡れ 濡れ×透け×ベロチュー（11月14日）
- KUKI未公開（12月12日）共演:小西那奈、並木優、星野姫夏
- ツン顔美人秘書×痴女（12月26日）

2009年
- おちんちんイジるのお手伝い オナニーサポート（1月23日、KUKI）
- 極 イカセ絶頂ライヴ!（2月13日、KUKI）
- MAX GIRLS 15（3月6日、マックスエー）出演:藤崎セシル、光月夜也、Rio、伊東遥、希志あいの、千堂まゆみ、鈴木ミント、夏咲まりみ、黒木アリサ
- 桜木凛としてみませんか?（3月13日、マックス・エー）
- 合コンの王様 売れっ子単体女優のみなさんと合コン&即SEX（3月27日、KUKI）BD、共演:小西那奈、並木優、葉山潤子、黒川きらら
- 制服狩り（4月10日、マックス・エー）
- MAX GIRLS 16（4月10日、マックス・エー）出演:伊東遥、光月夜也、夏咲まりみ、朝日奈あかり、Rio、鈴木ミント、藤崎セシル、安藤美沙
- 桜木凛、セル解禁。（5月7日、プレミアム）
- 桜木凛の手コキ・淫語・誘惑痴女（6月7日、プレミアム）
- KUKI未公開 02（6月23日、KUKI）共演:麻田有希、黒川きらら、葉山潤子、並木優
- 家庭教師は女子大生（7月7日、プレミアム）
- 僕の妹、桜木凛。（8月7日、プレミアム）
- 桜木凛がサポート アナタのオナニータイム（9月7日、プレミアム）BD
- 淫・女尻（10月7日、プレミアム）
- グラマラス6本番スーパーラグジュアリー（11月7日、プレミアム）
- PREMIUM STYLISH SOAP（12月7日、プレミアム）
- ベスト自慰ニスト2009（12月19日、ROOKIE）インタビュー出演

2010年
- 桜木凛が100%彼女目線でアナタとHな同棲生活。（1月7日、プレミアム）BD
- KUKI未公開 03（1月22日、KUKI）共演:小西那奈、黒川きらら、葉山潤子、並木優
- 桜木凛の誘惑オフィス（2月7日、プレミアム）
- 桜木凛の手コキ・淫語・エステティシャン（3月7日、プレミアム）
- ノーパン女教師（4月7日、プレミアム）
- 桜木凛の上目使いフェラ天国（5月7日、プレミアム）
- 空中レロレロ 超S級単体女優のエアキッス2（5月19日、ROOKIE）共演:桜ここみ、麻美ゆま、めぐり、かすみ果穂、佳山三花、横山美雪
- 桜木凛がサポート アナタのオナニータイム24 3時間スペシャル（6月7日、プレミアム）
- 桜木凛のハレンチ・アナウンサー（7月7日、プレミアム）
- 愛玩ご奉仕メイド（8月7日、プレミアム）
- 全部、見せます。全作品×全本番（8月13日、KUKI）個人ベスト
- 2009-2010 プレミアムBEST8時間（9月7日、プレミアム）個人ベスト
- 同級生（10月7日、プレミアム）
- 桜木凛の、声と音。（11月7日、プレミアム）
- 凛のお口がエロすぎるっ!（12月7日、プレミアム）

2011年
- ボクの彼女、桜木凛。（1月7日、プレミアム）
- 美画裸 〜BIERA〜（2月7日、プレミアム）
- プレミアム5周年記念特別作品 THE PREMIUM V.I.P.（3月7日、プレミアム）BD、共演:麻美ゆま、大橋未久
- 8時間 コンプリートBEST!（3月11日、プレミアム）個人ベスト
- もしも桜木凛がいろんなところで全裸になったら…。（4月7日、プレミアム）
- 放尿、潮吹き、大失禁。（5月7日、プレミアム）
- 夫の目の前で犯されて- 狂いだした歯車（6月7日、アタッカーズ）
- 3Dオナニーサポート（7月7日、プレミアム）BD
- 美人OL痴漢地獄（8月7日、プレミアム）
- ナミダ目、凛。（9月7日、プレミアム）
- 桜木凛が200%彼女目線とむっちゃカワイイ関西弁でアナタとHな同棲生活。（10月7日、プレミアム）
- 2010-2011 プレミアムBEST8時間（11月7日、プレミアム）個人ベスト

2012年（全てプレミアムから）
- 癒され手コキと叱られ手コキ（2月7日）
- 美尻×美脚パンストフェティシズム 180分スペシャル（3月7日）
- PREMIUM BOX4枚組16時間（5月7日）個人ベスト

2013年
- 電撃復活 美専属デビュー（4月25日、美）BD
- PREMIUM BOX2 6枚組24時間（5月7日、プレミアム）個人ベスト
- 超エリート外科医の痴態（5月25日、美）
- CA青姦露出-憧れのキャビンアテンダントはド淫乱痴女魔-（6月25日、美）
- 痴女お姉さんの濃厚な接吻と絡み合う肉体（7月25日、美）
- 究極のM男専用超高級エステサロン（8月25日、美）
- ド淫乱浴衣美人の痴態（9月25日、美）
- 自宅に押しかけ童貞オチ○ポ喰い（10月25日、美）
- M男専用風俗ビル-欲望を全て叶えてくれるフードル淫乱痴女-（11月25日、美）
- 露出セクハラ痴女店長〜DVDショップの一日店長をして売り上げを倍増計画〜（12月25日、美）

2014年
- 痴女温泉-性欲に溺れ男根を求める淫乱旅行-（1月25日、美）
- PREMIUM BOX 50本番スペシャル 6枚組24時間（2月7日、プレミアム）個人ベスト
- 「進化」 BEST Vol.1（3月25日、美）個人ベスト
- 保健室の先生-卑猥な淫語で悩殺する白衣のド淫乱養護教論-（4月25日、美）
- 痴女に豹変した新妻の性 男の反応を愉しみながら誘惑、挑発、そして犯ス… 桜木凛（2014年6月25日、痴女ヘブン（美））
- 猛烈な接吻淫語痴女ナース 桜木凛（2014年7月25日、痴女ヘブン（美））
- 桜木凛はオレのカノジョ。（2014年7月31日、GARDEN）
- 逆セクハラ 誘惑特命痴女係長 桜木凛 Tバックパンティと着用写真付き（2014年8月26日、痴女ヘブン（美））
- 【アウトレット】美尻×美脚パンストフェティシズム 180分スペシャル 桜木凛（2014年9月23日、プレミアム）
- 一妻多夫 7人の夫と乱れた逆ハーレム性活 桜木凛（2014年9月25日、痴女ヘブン（美））
- あなた、許して…。隣人の淫欲 桜木凛（2014年10月7日、アタッカーズ）
- 痴女強姦-卑猥な日焼けあとを見せつけ男を犯ス痴女お姉さん- 桜木凛（2014/11/25、痴女ヘブン（美））
- 密着/桜木凛（2014年11月28日、オルスタックソフト販売）
- 痴女お姉さんにイヤラしい卑猥な上品淫語で犯されたい 桜木凛（2014年12月25日、痴女ヘブン（美））

2015年
- 路線バス逆痴漢 桜木凛（2015/01/25、痴女ヘブン（美））
- M男専用温泉旅館-淫語とテクで責め続ける痴女仲居- 桜木凛（2015年2月25日、痴女ヘブン（美））
- いけない全裸性活-365日スッポンポンの癒し系痴女と結婚した僕- 桜木凛（2015年3月25日、痴女ヘブン（美））
- 解禁！初パイパン-あなたの夢を叶えます！ファンのお宅に突撃訪問-桜木凛（2015年4月25日、痴女ヘブン（美））
- 女教師 桜木凛の淫語教室（2015年5月25日、痴女ヘブン（美））
- 発射無制限！本番がヤレる超高級ヘルス-心もカラダも完全に癒します- 桜木凛（2015年6月25日、痴女ヘブン（美））
- 癒し痴女・桜木凛のエロ淫語オナニーサポート（2015年7月25日、痴女ヘブン（美））
- 僕を誘惑する大胆パンチラお姉さん 桜木凛（2015年9月25日、痴女ヘブン（美））
- DIGITAL CHANNEL DC 134 解禁！初の大量ぶっかけ！超レアハメ撮り！調教連続フェラチオ！最強濃厚コンテンツの190分！ 桜木凛（2015年12月1日、アイデアポケット）
- ありがとう 希志あいの引退SP（12月19日、アイデアポケット）

2016年
- 桜木凛 180分本指名 極上風俗4本番＋ピンサロ（2016年1月19日、アイデアポケット）
- ハメられた伝説の美女RQ 休業からの復活！再起を目指すRQは枕営業を断りきれず… 桜木凛（2016年2月19日、アイデアポケット）
- 桜木凛 全78本番8時間BEST 桜木凛　(2016年2月25日、痴女ヘブン（美）)
- あなたに愛されたくて。桜木凛　(2016年3月7日、アタッカーズ)
- 湯けむりおっぱい/桜木凛（2016年3月30日、オルスタックソフト販売）
- 人妻ペット調教 牝犬のように愛されて 桜木凛 （2016年4月7日、アタッカーズ）
- (かすみ果穂)引退！そして解禁！FINALアナルFUCKデビュー11周年！スペシャルゲスト達も参戦！！ごっくんあり！ぶっかけあり！アナルSEXあり！（2016年4月19日、アイデアポケット）共演：沢庵、田淵正浩、吉村卓、希崎ジェシカ、天海つばさ、初音みのり、マッコイ斉藤

### バラエティビデオ
- かすみレディオ*9（2010年11月13日、つくばテレビ）共演:かすみ果穂、麻美ゆま、あやせめる
- かすみレディオ11（2011年8月3日、ポニーキャニオン）共演:かすみ果穂、希志あいの、希崎ジェシカ
- かすみレディオ ベストセレクション（2011年8月3日、ポニーキャニオン）共演:かすみ果穂、長澤つぐみ、美咲みゆ、希志あいの、みひろ、麻美ゆま、希崎ジェシカ、ほか
- 恵比寿マスカッツ卒業式 「女の花道」〜伝説の解散コンサート〜（2013年7月31日、ポニーキャニオン）共演:恵比寿マスカッツ
- かほ散歩【京都編・凛ちゃんと一緒】（2013年11月28日、オルスタックソフト販売）・・・共演：かすみ果穂
- ときめきパラダイス(かすみTVスペシャル 其の1)（2013/12/26、オルスタックソフト販売）・・・共演：かすみ果穂
- ときめきパラダイス(かすみTVスペシャル 其の2)KKかすみ航空スチュワーデス物語(2014/02/27、オルスタックソフト販売)・・・共演：かすみ果穂、希志あいの、希崎ジェシカ、初音みのり、希島あいり。
- ときめきパラダイス(かすみTVスペシャル 其の3)KKかすみ観光バスガイド物語(2014/03/28、オルスタックソフト販売)・・・共演：かすみ果穂、希志あいの、希崎ジェシカ、初音みのり、希嶋あいり。
- ときめきパラダイス【かすみTVスペシャル 其の4】（2014年5月29日予定、オルスタックピクチャーズ）かすみ果穂、初音みのり
- 24時間かすみレディオ2013 DVD-BOX (2014、つくばテレビ)
- かすみレディオ19(2014/8/1、つくばテレビ) 共演：七海なな
- たびともイン台湾（2015年、つくばテレビ） 共演：かすみ果穂、希崎ジェシカ
- たびとも希志あいの卒業旅行（2016年、つくばテレビ） 共演：かすみ果穂、希崎ジェシカ、希志あいの、初音みのり
- かすみレディオVol.27〜ラストレディオ〜（2016年6月30日、つくばテレビ）- 共演：天使もえ、桃乃木かな、桜木凛・初音みのり・瑠川リナ・小島みなみ・白石茉莉奈・阿部乃みく・湊莉久・範田紗々、麻美ゆま
- 凛とジェシカのファイト一発

### イメージビデオ
- X時間 エクスタシー（2008年9月13日、ゴマブックス）
- LUCK（2010年4月16日、UGANDA）
- 妄想X S級女優の旬感エクスタシー 17（2010年6月25日、ARK）
- DE LUCK（2011年5月27日、UGANDA）
- 湯けむりおっぱい（2011年7月29日、UGANDA）
- Hello, cherry again!（2013年4月11日、グラッツコーポレーション）BD
- DE LUST 熱帯美人（2013年8月27日、オルスタックピクチャーズ）共演:かすみ果穂、初音みのり 3作同時発売

### WEB
- GRAPHIS
- デジグラ
- 撮り下ろしWEB写真集 「ストロベリークラウン」 XCITY（2008年4月7日、撮影：福島裕二）
- 撮り下ろしWEB写真集 「みだらな恋」 XCITY（2009年8月17日、撮影：マキハラススム）
- さくらゆらの春まで待てない#14(2014/05/16、ニコニコ生放送) - 共演：かすみ果穂、希崎ジェシカ

### 歌手活動
恵比寿マスカッツ在籍時

プルカワ

- 「プルカワYES」、アルバム「ザ マスカッツ〜ハリウッドからこんにちは〜」に収録（2011年5月25日リリース）

＃　他は恵比寿マスカッツを参照

恵比寿マスカッツ卒業後

P＊cherry

- 「さくらCircle」（2014年5月1日リリース）

ソロ活動

- 「DOT DOT DOT」（2014年10月5日） -（「蒼そらフェス　〜屋内だけど〜」（会場：新宿BLAZE）にて公開）

## 出演

### オリジナルビデオ
- AVない奴ら（2008年10月17日、エースデュースエンタテインメント）共演:琴乃、相崎琴音、キヨミジュン
- ヴァージンな関係（2009年4月3日、竹書房）共演:原紗央莉、かすみりさ
- ヴァージンな関係2（2009年5月2日、竹書房）共演:原紗央莉、かすみりさ
- 水泳インストラクター 玲奈（2010年7月16日）主演：玲奈役
- 官能コレクター（2010年11月5日）主演・野宮さぎり役[24]
- 雀王（2011年10月4日）主演・冨美役

### 映画
- Blood（2009年9月21日、東映）共演:杉本彩、森下悠里、キヨミジュン
- SUSTER KERAMAS 2（2011年4月21日）インドネシア、共演:蒼井そら
- 体温（2013年2月23日）イブキ・倫子（アスカ）の2役[7]

### テレビバラエティ
- 桃のふくらみ（MONDO TV）
- ゴッドタン〜The God Tongue 神の舌〜…芸能界ストイック暗記王（2008年11月19日、テレビ東京）
- おねだり!!マスカット（2009年4月6日 - 2010年3月29日、テレビ東京）
- そらを見なきゃ困るよ!（GyaOジョッキー、2009年5月12日蒼井の後輩として出演）
- ヴィーナス・フューチャー＃70（2009年、エンタ!371）
- 志村&鶴瓶のアブない交遊録（2010年1月2日、テレビ朝日）
- キャンパスナイトフジ（2010年2月19日、3月12日フジテレビ）
- ちょいとマスカット!（2010年4月7日 - 2010年9月29日、テレビ東京）
- 音流（2010年7月2日、テレビ東京）
- 姫姫旅行 〜Princess×Princess to Lip〜（2010年9月、福島中央テレビ）共演:初音みのり[19]
- かすみレディオ9、11、#15、#16、#23（2010年・2011年・2013年、2014年つくばテレビ）
- おねだりマスカットDX!（2010年10月6日 - 2011年9月28日、テレビ東京）
- 魁!音楽番付（2010年12月22日、フジテレビ）
- あいのエチュード（2011年5月1日・6月、エンタ!959）#5 - 6
- おねだりマスカットSP!（2011年11月9日 - 2013年3月30日 、テレビ東京）
- 凛とジェシカのファイト一発（2013年7月 -2017年4月、エンタ!959）共演:希崎ジェシカ
- 徳井義実のチャックおろさせて〜や（BSスカパー!）
  - 2013年7月20日共演:二階堂あい、神谷まゆ、波多野結衣、美泉咲、神咲詩織、吉川あいみ、松本メイ、浅野えみ
  - 2013年12月20日共演:上原亜衣、波多野結衣、初美沙希[25]
  - 2014年3月29日共演:波多野結衣、初美沙希、吉川あいみ、浅野えみ、上原亜衣、白石茉莉奈
- Sweet Angel（2013年9月6日、MONDO TV）
- 裸美人（2013年11月、エンタ!959）#23
- 24時間かすみレディオ2013かすみ果穂のオールナイトニッポン公開収録(2013年9月29日、ニコニコ生放送) - 共演：小川あさ美・安城アンナ・範田紗々
- かすみTVDX（2013年11月5日、千葉テレビ）・・・共演：かすみ果穂
- 36時間かすみ果穂＆上原亜衣引退特別編成（2016年4月16日、エンタ!959）
  - かすみレディオ傑作レディオ1-3
  - かすみレディオ#47、ラストかすみレディオ、DJかすみ卒業式。- 共演：初音みのり、瑠川リナ、小島みなみ、白石茉莉奈、阿部乃みく、湊莉久、範田紗々、麻美ゆま
- 復活!凛とジェシカのファイト一発（2019年8月17日 - 12月17日、エンタ!959）
- たびとも　希崎ジェシカ卒業旅行（2020年1月4日 - 2月2日、エンタ!959）[26]

### テレビドラマ
- アタシんちの男子（2009年4月14日、フジテレビ）
- 嬢王 Virgin（2009年10月2日〜、テレビ東京）「春名美羽」役
- 業界LOVE STORY〜だからテレビはおもしろい〜（2011年5月4日、東海テレビ）
- 匿名探偵（2014年8月29日、テレビ朝日）「島崎頼子」役

### 携帯サイト
- アイドルがイッパイ （アイパイ）

### ラジオ
- 品川近視クリニックpresentsかすみ果穂ナイト（2011年、ラジオ日本）

### ゲーム
- アイドルと野球拳 ポータブル2 （PSP）（2007年11月22日、グラッツコーポレーション）…共演:Rio、吉崎直緒
- アイドルと野球拳 2 （DVDPG）（2007年11月22日、グラッツコーポレーション）…共演:Rio、吉崎直緒